# 出目是閑吉満
出目是閑吉満（でめぜかんよしみつ、大永7年（1527年）? - 元和2年4月1日（1616年5月16日））は、桃山時代から江戸時代初期にかけての面打師。越前国（福井県）大野の人。能面製作の名人で、豊臣秀吉によって「天下一」の称号を許され、子孫は代々面打を世襲した。90歳で死去。

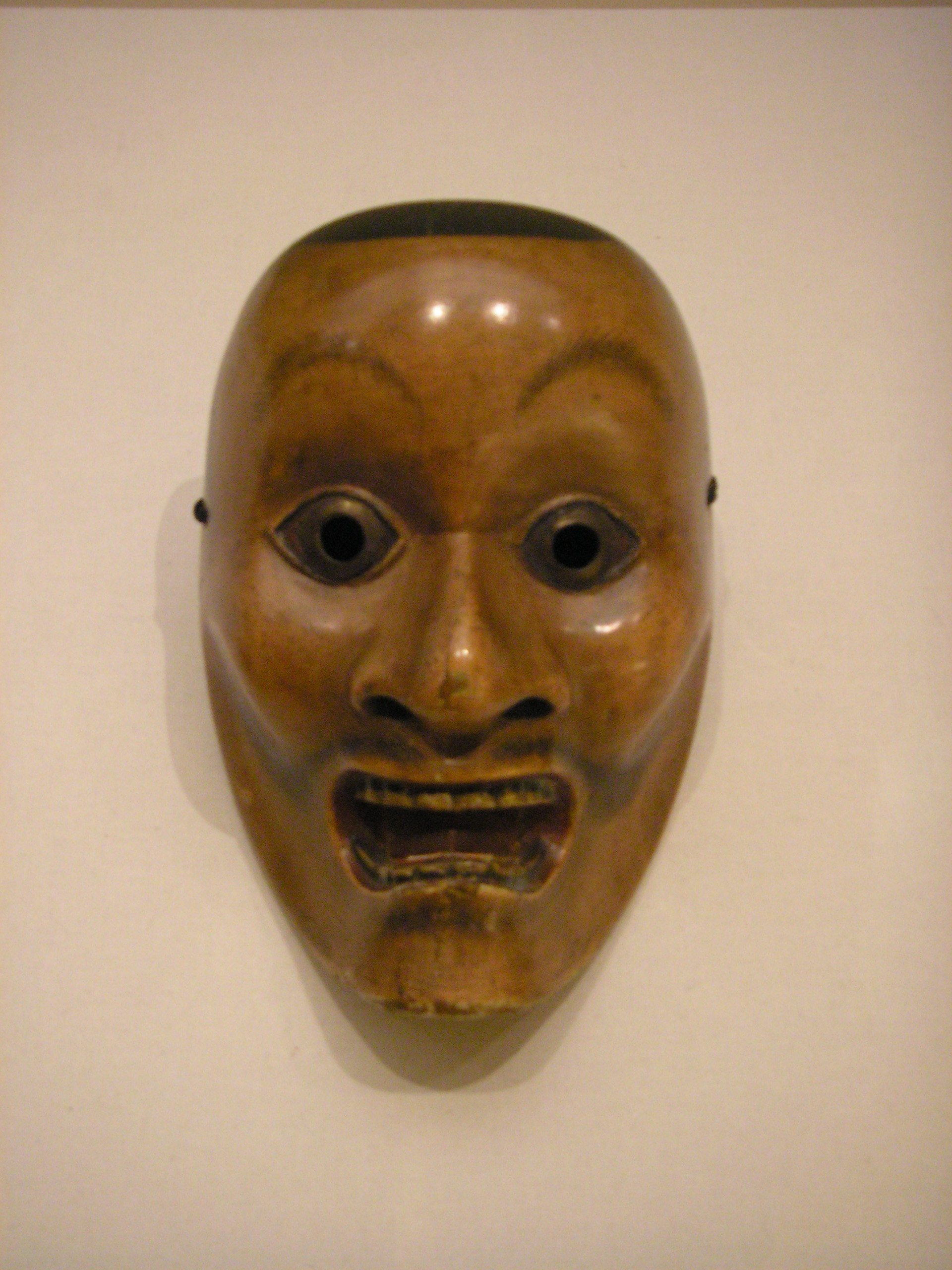
出目是閑吉満作の能面（ベルリン国立東洋美術館蔵）

## 概略
「天下一」の称号は、秀吉が部下の武将の戦功の際、当初は千利休に鑑定させた茶器を与えていたが、のちには能面を賞として与えるようになったため、付加価値のある多数の面を必要としたためでもあった。京都の醍醐寺角坊の仏師光盛、光増には、是閑吉満に先だって称号が与えられている。
近世の面打には、大野出目家、越前出目家（福井県武生）、近江井関家（滋賀県長浜）があったが、いずれも越前国平泉寺の僧で室町時代末期に出た三光坊満広の弟子筋とされている。是関吉満は、三光坊からは孫弟子にあたり、大野出目家の祖となった。江戸時代はこの三家が代々面打を世襲した。
なお、是閑に始まった大野家の3代助左衛門は面を打たず能役者となったと伝わる。養子となり家業を継いだのが「上手」と言われ「天下一」を許された4代洞白であり、以後、幕末に至っている。

## 作品
彦根城博物館、福岡市博物館はじめ海外（ベルリン国立東洋美術館（Museum für Asiatische Kunst）など）にも作品が伝わっている。